# Lucía Paraja
Lucía Paraja Ramos (Gijón, 10 febbraio 1983) è un'ex pallavolista spagnola.
Giocava nel ruolo di centrale.

## Carriera
Frutto del settore giovanile della sezione pallavolo del Real Grupo de Cultura Covadonga, Lucía Paraja inizia la propria carriera da professionista nella stagione 2001-02, esordendo nel campionato di Superliga Femenina de Voleibol a 18 anni con La Calzada; nell'annata 2002-03 si trasferisce al Murcia e in quella successiva al Benidorm, dove resta per due stagioni.
Nel campionato 2005-06 torna al Murcia, mentre in quello seguente passa alle concittadine del CAV Murcia, con cui si aggiudica campionato, Coppa della Regina, Supercoppa e Top Teams Cup.
Nel campionato 2007-08 fa il suo esordio nella serie A1 italiana con la maglia dell'Altamura, dove resta per una sola stagione; rientra quindi in patria, disputando il massimo campionato iberico per un'annata con il Tenerife, con cui si aggiudica la Supercoppa spagnola 2008; 
nella stagione 2009-10 firma con il Miranda, in Superliga 2 Femenina de Voleibol, lasciata nel gennaio 2010 per trasferirsi alla formazione di SFV dell'Haro, e quindi passa all'Aguere, dove gioca nella prima metà della stagione successiva.
Nel gennaio 2011 torna nel massimo campionato italiano, disputando la seconda parte della campionato con la Sirio Perugia. Dopo un breve periodo di inattività legato ad un infortunio alla schiena, nel novembre dello stesso anno si accorda con le tedesche del Vilsbiburg per la 1. Bundesliga 2011-12, ma già nel mese successivo si vede costretta ad abbandonare il club per proseguire le cure; nel giugno 2012, a causa della perdurante discopatia, annuncia il ritiro dall'attività agonistica.

## Palmarès

### Club
- Campionato spagnolo: 1

2006-07
- Coppa della Regina: 1

2006-07
- Supercoppa spagnola: 2

2006, 2008
- Top Teams Cup: 1

2006-07